# Championnat du Costa Rica de football 1977-1978
Navigation
Saison précédente Saison suivante
La Primera División 1977-1978 est la cinquante-sixième édition de la première division costaricienne.
Lors de ce tournoi, le Deportivo Saprissa a tenté de conserver son titre de champion du Costa Rica face aux huit meilleurs clubs costariciens.
La saison était divisée en trois phases, lors de la première phase, chacun des neuf clubs participant était confronté quatre fois aux huit autres équipes, puis les cinq meilleures se sont affrontées deux fois de plus, et enfin, les deux premières se sont encore affrontées deux fois de plus.
Seulement une place était qualificative pour la Coupe des champions de la CONCACAF.

## Les 9 clubs participants
| \| San José: Deportivo México Deportivo Saprissa / LD Alajuelense CS Cartagines AD Guanacasteca CS Herediano Limón North. I San José Municipal Puntarenas AD Ramonense I San José \| Localisation des clubs engagés dans le championnat. |
| San José: Deportivo México Deportivo Saprissa / LD Alajuelense CS Cartagines AD Guanacasteca CS Herediano Limón North. I San José Municipal Puntarenas AD Ramonense I San José                                                           |

| Club                 | Stade                        | Capacité          | Ville        |
| LD Alajuelense       | Stade Alejandro Morera Soto  | 17 900            | Alajuela     |
| CS Cartagines        | Stade José Rafael Meza       | 13 500            | Cartago      |
| AD Guanacasteca      | Stade Chorotega              | 4 000             | Nicoya       |
| CS Herediano         | Stade Eladio Rosabal Cordero | 8 100             | Heredia      |
| Limón Northern       | Stade Juan Gobán             | 3 000             | Puerto Limón |
| Deportivo México     | Stade inconnu                | Capacité inconnue | Guadalupe    |
| Municipal Puntarenas | Stade Lito Pérez             | 4 100             | Puntarenas   |
| AD Ramonense         | Stade Carlos Roldan          | 5 000             | San Ramón    |
| Deportivo Saprissa   | Stade Ricardo Saprissa       | 23 100            | San José     |

## Compétition
Les cinq meilleures équipes après les 32 premiers matchs joue les 8 matchs suivants, puis les deux meilleures équipes s'affrontent deux fois de plus, le dernier du classement est relégué en Segunda División.
Le classement est établi sur l'ancien barème de points (victoire à 2 points, match nul à 1, défaite à 0).
Le départage final se fait selon les critères suivants :
- Le nombre de points.
- La différence de buts générale.
- La différence de buts particulière.
- Le nombre de buts marqué.

### Classement
| Rang | Équipe                 | Pts | J  | G  | N  | P  | Bp | Bc | Diff |
| ---- | ---------------------- | --- | -- | -- | -- | -- | -- | -- | ---- |
| 1    | CS Herediano           | 57  | 42 | 23 | 11 | 8  | 77 | 46 | +31  |
| 2    | Municipal Puntarenas   | 44  | 42 | 17 | 10 | 15 | 62 | 58 | +4   |
| 3    | AD Ramonense           | 41  | 40 | 13 | 15 | 12 | 47 | 51 | -4   |
| 4    | Deportivo Saprissa (T) | 42  | 40 | 13 | 16 | 11 | 55 | 37 | +18  |
| 5    | Limón Northern         | 37  | 40 | 12 | 13 | 15 | 44 | 58 | -14  |
| 6    | CS Cartagines          | 31  | 32 | 11 | 9  | 12 | 44 | 41 | +3   |
| 7    | Deportivo México       | 30  | 32 | 9  | 12 | 11 | 42 | 52 | -10  |
| 8    | LD Alajuelense         | 28  | 32 | 9  | 10 | 13 | 46 | 45 | +1   |
| 9    | AD Guanacasteca        | 22  | 32 | 7  | 8  | 17 | 24 | 53 | -29  |

| Légende : Qualifications et relégations | Légende : Qualifications et relégations                         |
| --------------------------------------- | --------------------------------------------------------------- |
|                                         | Coupe des champions de la CONCACAF 1979 (Tour d'entrée inconnu) |
|                                         | Relégué en Segunda División                                     |
|                                         | (T) : Tenant du titre                                           |

## Bilan du tournoi
| Tableau d'Honneur |              |
| Compétition       | Vainqueur    |
| Primera División  | CS Herediano |

| Qualifications continentales 1978-1979 |              |
| Coupe des champions de la CONCACAF     | Qualifiés    |
| Tour d'entrée inconnu                  | CS Herediano |

| Promotions et relégations   |                                   |
| Relégué en Segunda División | AD Guanacasteca                   |
| Promu de Segunda División   | AD San Carlos Municipal Turrialba |

## Statistiques

### Meilleur buteur
- Gerardo Gutiérrez (Municipal Puntarenas) 23 buts